# Світанок планети мавп
«Світа́нок плане́ти мавп» (англ. Dawn of the Planet of the Apes) — американський науково-фантастичний фільм режисера Метта Рівза, продовження фільму 2011 року «Повстання планети мавп». У ролях: Енді Серкіс, Гарі Олдмен, Джейсон Кларк, Кері Рассел. Прем'єра у світі відбулась 9 липня 2014 року, в Україні — 17 липня 2014.
Продовження і завершення в трилогії перезапуску «Планети мавп». під назвою «Війна за планету мавп» вийшло на екрани в 2017 році.

## Сюжет
Події розгортаються через 10 років після фіналу «Повстання Планети мавп». Поширення вірусу, названого «Мавп'ячим грипом», спричинило вимирання більшості людей. Мавпи ж, які під дією вірусу стали набагато розумнішими, на чолі зі своїм лідером Цезарем заснували в заповіднику селище і створили свою культуру. Крім Цезаря людською мовою оволоділи Моріс, Ракета і Коба, решта ж спілкуються жестами. Після полювання на оленів син Цезаря Синьоокий і син Ракети Еш натикаються на людину. Той чоловік ранить Еша, на звук пострілу збігаються інші мавпи. Цезар наказує йому і друзям, що йшли за ним, іти геть.
Люди повертаються в свою колонію, де живуть імунні до вірусу, спантеличені побаченим. Група мавп з Цезарем слідує за ними та оголошує, що жодна людина не повинна відвідувати їхній ліс, а мавпи не підходитимуть до колонії. Малкольм, один з учасників групи, він же один із засновників колонії в Сан-Франциско, збирає нову групу і вирушає на ГЕС, здатну забезпечити колонію електрикою. З ним вирушають його дружина Еллі і син від першого шлюбу Олександр. Інший співзасновник колонії, Дрейфус, наказує готувати оборону.
Не маючи іншого способу дістатися до ГЕС, крім як через ліс мавп, група вирушає туди. Малкольм сам приходить у мавп'яче селище, де його приводять до Цезаря. Той, вислухавши гостя, дозволяє Малкольму відремонтувати ГЕС і залишитися в селищі на один день. Це викликає невдоволення Коби, який ненавидить людей за експерименти над ним. Не вірячи людині, він та ще кілька мавп вирушають на розвідку до колонії, де бачать, як люди тренуються стріляти.
Люди стикаються з проблемами при ремонті, а Цезар рятує одного з них з-під завалу. Однак коли мавпеня знаходить в їхніх речах зброю, це ледь не провокує бійку. Малкольм та Еллі виліковують хвору дружину Цезаря Корнелію, чим повертають довіру. Коли Коба повертається додому, він оголошує нібито люди збираються атакувати мавп, але Цезар відмовляється цьому вірити. Коба звинувачує Цезаря в більшій любові до людей, ніж до мавп. Між ними розпочинається бійка, Цезар перемагає, але відмовляється добити противника.
Наступного дня Коба прибуває в колонію, де, прикидаючись простою мавпою, забирає в охоронців зброю і вбиває їх. Вночі, коли ГЕС запрацювала, Коба вбиває одного з членів групи Карвера. Забравши зброю, він стріляє в Цезаря і підпалює село, в чому звинувачує людей. Коба оголошує себе новим лідером та підбурює мавп озброїтися й напасти на Сан-Франциско. В цей час вдається полагодити радіо і послати повідомлення іншим містам. Люди відстрілюються, вбивши багатьох мавп, але не витримують натиску.
На ранок група, що ремонтувала ГЕС, знаходить пораненого Цезаря. Еллі з Малкольмом відвозить його в колонію, оскільки тільки Цезар здатний переконати мавп зупинитися. В місті Коба наказує Ешу вбити двох мирних жителів. За відмову він скидає Еша з висоти. Цезар, прибувши до Сан-Франциско, зупиняється біля будинку Вілла, свого колишнього хазяїна. Там Еллі залишається з шимпанзе, а Малкольм іде шукати інструменти для операції. Коба тим часом зганяє людей в клітки, як і незгідних із ним мавп. Синьоокий, помітивши Малкольма, не видає того, а Малкольм приводить його до батька.
Цезар, сказавши Синьоокому, що мавпи не кращі за людей, обіцяє покарати Кобу за обман і вбивство Еша. Синьоокий випускає ув'язнених мавп і з ними приходить до будинку Вілла. Разом з Цезарем і групою Малкольма вранці вони вирушають шукати Кобу. Малкольм зустрічається з Дрейфусом, який збирається підірвати вежу, де засіли більшість мавп. Він переконує Дрейфуса не робити цього, в цей час Цезар, видершись на вежу, зустрічає Кобу. Коли Цезар говорить, що Коба слабкий, між ними починається рукопашний бій. Дрейфус таки підриває вежу, від чого гине багато мавп. Коба повисає на краю, Цезар подає йому руку, але відпускає зі словами «Ти не є мавпа». Малкольм повідомляє про відновлення зв'язку. Він просить Цезаря піти, поки не прибули військові та не почалася війна між людьми і мавпами. Цезар у відповідь констатує, що почалася війна мавп проти мавп. Вірні Цезарю мавпи схиляються перед ним.

## Ролі
| Актор           | Роль      |
| --------------- | --------- |
| Гарі Олдмен     | Дрейфус   |
| Енді Серкіс     | Цезар     |
| Джуді Грір      | Корнелія  |
| Кірк Асеведо    | Карвер    |
| Джоко Сімс      | Вернер    |
| Кері Расселл    | Еллі      |
| Тобі Кеббелл    | Коба      |
| Джейсон Кларк   | Малкольм  |
| Коді Сміт-Макфі | Олександр |
| Карін Коновал   | Моріс     |
| Тері Нотарі     | Ракета    |
| Дж. Д. Евермор  | снайпер   |

## Виробництво
Знімання стартувало у квітні 2013 року в околицях міста Кемпбелл-Рівер. Його продовжили влітку 2013 року в Луїзіані та Ванкувері.

## Цікаві факти
- На початку фільму в титрах використовуються кадри з Української революції 2014 року.

## Нагороди та номінації
| Рік  | Нагорода       | Категорія                 | Номінант                                               | Результат |
| ---- | -------------- | ------------------------- | ------------------------------------------------------ | --------- |
| 2015 | Премія «Оскар» | Найкращі візуальні ефекти | Джо Леттері, Ден Леммон, Деніел Барретт, Ерік Вінквіст | Номінація |